# Чемпіонат Росії з хокею із шайбою
Чемпіонат Росії з хокею із шайбою — розігрується з 1997 року. До того розігрувались Чемпіонат СРСР з хокею із шайбою (1946—1991), Чемпіонат СНД (1991—1992) та Чемпіонат МХЛ (1992—1996).
Починаючи з сезону 2008—2009 років і до сезону 2023—2024 років, звання чемпіона Росії з хокею із шайбою розігрували між російськими учасниками КХЛ.

## Призери чемпіонатів Росії
| Сезон     | Чемпіон                  | Другий призер            | Третій призер               |
| --------- | ------------------------ | ------------------------ | --------------------------- |
| 1996/97   | «Локомотив» Ярославль    | «Лада» Тольятті          | «Салават Юлаєв» Уфа         |
| 1997/98   | «Ак Барс» Казань         | «Металург» Магнітогорськ | «Локомотив» Ярославль       |
| 1998/99   | «Металург» Магнітогорськ | «Динамо» Москва          | «Локомотив» Ярославль       |
| 1999/2000 | «Динамо» Москва          | «Ак Барс» Казань         | «Металург» Магнітогорськ    |
| 2000/01   | «Металург» Магнітогорськ | «Авангард» Омськ         | «Сєвєрсталь» Череповець     |
| 2001/02   | «Локомотив» Ярославль    | «Ак Барс» Казань         | «Металург» Магнітогорськ    |
| 2002/03   | «Локомотив» Ярославль    | «Сєвєрсталь» Череповець  | «Лада» Тольятті             |
| 2003/04   | «Авангард» Омськ         | «Металург» Магнітогорськ | «Лада» Тольятті             |
| 2004/05   | «Динамо» Москва          | «Лада» Тольятті          | «Локомотив» Ярославль       |
| 2005/06   | «Ак Барс» Казань         | «Авангард» Омськ         | «Металург» Магнітогорськ    |
| 2006/07   | «Металург» Магнітогорськ | «Ак Барс» Казань         | «Авангард» Омськ            |
| 2007/08   | «Салават Юлаєв» Уфа      | «Локомотив» Ярославль    | «Металург» Магнітогорськ    |
| 2008/09   | «Ак Барс» Казань         | «Локомотив» Ярославль    | «Металург» Магнітогорськ    |
| 2009/10   | «Ак Барс» Казань         | «ХК МВД»                 | «Салават Юлаєв» Уфа         |
| 2010/11   | «Салават Юлаєв» Уфа      | «Атлант» Митищі          | «Локомотив» Ярославль       |
| 2011/12   | «Динамо» Москва          | «Авангард» Омськ         | «Трактор» Челябінськ        |
| 2012/13   | «Динамо» Москва          | «Трактор» Челябінськ     | СКА Санкт-Петербург         |
| 2013/14   | Металург Магнітогорськ   | «Салават Юлаєв» Уфа      | «Локомотив» Ярославль       |
| 2014/15   | СКА Санкт-Петербург      | «Ак Барс» Казань         | «Сибір» Новосибірськ        |
| 2015/16   | «Металург» Магнітогорськ | ЦСКА Москва              | «Салават Юлаєв» Уфа         |
| 2016/17   | СКА Санкт-Петербург      | «Металург» Магнітогорськ | «Локомотив» Ярославль       |
| 2017/18   | СКА Санкт-Петербург      | ЦСКА Москва              | «Ак Барс» Казань            |
| 2018/19   | ЦСКА Москва              | «Авангард» Омськ         | СКА Санкт-Петербург         |
| 2019/20   | ЦСКА Москва              | СКА Санкт-Петербург      | «Динамо» Москва             |
| 2020/21   | «Авангард» Омськ         | ЦСКА Москва              | «Ак Барс» Казань            |
| 2021/22   | ЦСКА Москва              | «Металург» Магнітогорськ | «Трактор» Челябінськ        |
| 2022/23   | ЦСКА Москва              | «Ак Барс» Казань         | СКА Санкт-Петербург         |
| 2023/24   | «Металург» Магнітогорськ | «Локомотив» Ярославль    | «Автомобіліст» Єкатеринбург |